# Łukasz Rudzewicz
 (novembre 2020).
Łukasz Rudzewicz est un joueur polonais de volley-ball né le 25 janvier 1985. Il joue central. 

## Palmarès

### Clubs
Championnat de Pologne D2:
- 2019[1],[2]
- 2017
- 2015